# بوتان (هیدروکربن)
 بوتان، (به انگلیسی: Butane) با فرمول شیمیایی C4H10، یکی از ترکیبات هیدروکربنی است که چهار اتم کربن دارد. این گاز در دو ایزومر نرمال و ایزوبوتان ساخته می‌شود. گاز بوتان محصول پالایشگاه است.

## مشخصات فیزیکی
در حالت مایع سبک‌تر از آب (چگالی نسبت به آب ۵۸ صدم) و در حالت گاز سنگین‌تر از هوا (تقریباً ۲) می‌باشد. نقطه تبخیر آن تقریباً ۰/۵- درجه سانتیگراد بوده و ارزش حرارتی هیدروکربن بوتان برابر با ۲۸۵۰۰ کیلو کالری بازای هر مترمکعب آن می‌باشد. از اختلاط ۵۰ تا ۹۰ درصد این گاز با گاز پروپان، گاز طبیعی مایع به دست می‌آید.

## پانوشت
1. ↑  "butane - Compound Summary". PubChem Compound. USA: National Center for Biotechnology Information. 16 September 2004. Identification and Related Records. Retrieved 11 December 2011.
2. ↑  "Safety Data Sheet, Material Name: N-Butane" (PDF). USA: Matheson Tri-Gas Incorporated. 5 February 2011. Archived from the original (PDF) on 1 October 2011. Retrieved 11 December 2011.
3. ↑  «شرکت ایران‌گاز». بایگانی‌شده از اصلی در ۲۸ ژانویه ۲۰۰۵. دریافت‌شده در ۹ می ۲۰۰۹.
4. ↑  «شرکت گاز استان فارس». بایگانی‌شده از اصلی در ۲۳ دسامبر ۲۰۰۹. دریافت‌شده در ۹ می ۲۰۰۹.